# Avrămești (okręg Vâlcea)
Avrămești – wieś w Rumunii, w okręgu Vâlcea, w gminie Scundu. W 2011 roku liczyła 460 mieszkańców.